# بخش استوکس (شهرستان مدیسون، اوهایو)
بخش استوکس (به انگلیسی: Stokes Township) یک منطقهٔ مسکونی در ایالات متحده آمریکا است که در شهرستان مدیسون، اوهایو واقع شده‌است.
 بخش استوکس ۹۰٫۱ کیلومتر مربع مساحت و ۷۴۶ نفر جمعیت دارد و ۳۳۸ متر بالاتر از سطح دریا واقع شده‌است.